# بلدرچین هیمالیایی
بلدرچین هیمالیایی (نام علمی: Ophrysia superciliosa) نام یک گونه از تیره قرقاولان است.